# レディ・ジョーカー
『レディ・ジョーカー』は、高村薫の小説。警視庁警部補である合田雄一郎を主人公としてシリーズ化された推理小説の、第3作である。
1995年から1997年にかけて週刊誌『サンデー毎日』に連載され、1997年12月に毎日新聞社から上下2巻で単行本化された。のち、2010年4月に新潮社より文庫判が上中下3巻で刊行された。文庫本化にあたっては、内容が一部改変されている。
小説はグリコ・森永事件から着想を得て執筆された。
小説は1997年に第52回毎日出版文化賞を受賞、1998年に「このミステリーがすごい!」1999年版国内編第1位を獲得した。
2004年12月に日活により映画化され、2013年3月にWOWOW「連続ドラマW」枠でテレビドラマ化された。
2021年に英訳版が Soho Press より出版された。

## あらすじ
昭和22年、日之出麦酒（ビール）は人員整理で40名の社員を解雇した。その一人である岡村清二は、解雇の理由の中に被差別部落の問題が含まれていたことを知り、会社に意見の手紙を送付した。
平成2年、歯科医である秦野浩之の息子・孝之が、車の無謀運転で死亡した。東大薬学部生の孝之はビール業界最大手の日之出ビールに内定していたが、日之出は社長の姪と交際していた孝之の身辺調査をしていた。事故の前に孝之は、自分が被差別部落の血筋だという事実を、会社から知らされたのだった。
息子の死は日之出ビールに責任があるとして、日之出に抗議する秦野。秦野の行動について情報を得た総会屋の西村は、入手した昭和22年の岡村清二の手紙のコピーを秦野に渡した。差別の問題は企業を強請る恰好の材料である。西村は秦野に日之出へ対して更に抗議活動を続けるようたき付ける。しかし、秦野は自殺してしまう。秦野の親戚として「日之出ビール」の問題を知る物井清三。清三自身は被差別部落とは無縁だったが、彼は秦野の舅であり、岡村清二の実弟だった。
平成6年、清三の頭に、身内の仇の日之出ビールから大金を奪うという考えが取りついた。70歳の老体で、競馬場仲間から共犯者を集める清治。トラック運転手の布川や、蒲田警察署刑事課の半田巡査部長ら4人が、熱中するものを求めて集まる。
平成7年、「レディ・ジョーカー」と名乗って、日之出ビールの城山社長を誘拐する清三たち。
警視庁刑事部は大森警察署に100人体制の特捜本部を設置。捜査第一課は身代金要求に備えて特殊犯係と機動捜査隊をスタンバイさせ、捜査第二課と捜査第四課は日の出ビールと総会屋や暴力団との関係を水面下で捜査するなど、万全の捜査体制を組んだ。だが、身代金の要求より先に社長は解放される。清三たちが真に「人質」としたのは、会社の企業イメージだった。商品への異物混入などの騒ぎを起こし、20億円を要求する清三たち。城山社長には、姪の「差別問題」も絡んでいると匂わせてあった。醜聞を公に出来ない日之出ビールは、警察にも事実を語らずに、内密で金を支払う準備を始める。
大森警察署刑事課係長の合田警部補は、捜査第一課長から特命を受け日之出ビールへ派遣される。秘書として城山社長を警護しつつ動向を探る。
差別の問題に気付き始める警察。問題の要因となった社長の姪の父である日之出ビールの副本部長は、心労から自殺する。新聞の取材合戦も激化し、総会屋と地下金融グループの線を追った記者が2人、行方不明となる。
秘密裏に20億円を手に入れる清三たち。世間では「レディ・ジョーカー」の模倣犯も現われる。だが、捜査の手は一味に迫っていた。半田が事件に関与したことを知った特捜本部では、以前の上司であった捜査第一課管理官が立場を失い、焼身自殺する。
気が抜けたように散り散りになる「レディ・ジョーカー」の一味。布川は金も受け取らずに、重い障害のある娘を残して姿を消す。警察を翻弄させることが喜びの半田は、合田を刺して深手を負わせ、自首をする。半田の完全黙秘で逮捕を免れる清三たち。
城山社長は退陣し、背任の罪を被ることで総会屋と会社の縁を断ち切る。しかし、何者かに射殺される城山社長。総会屋の西村も死体で発見される。清三は、布川が残した娘と共に青森県の故郷に帰る。この娘が「レディ」と呼ばれていることに気付いたのは、山深い清三の家に立ち寄った一人の新聞記者だけだった。

## 登場人物

### 犯行グループ関連
岡村清二
元日之出麦酒社員。青森県戸来村（現在は青森県新郷村）出身。東北帝国大学（現在の東北大学）理学部を卒業して日之出麦酒に入社。労組運動に関わったとして解雇される。秋川市（現在の東京都あきる野市）郊外の老人ホームに入所し、のち死亡。
物井清三
物井薬局店主。岡村清二の弟。東京都大田区で小さな薬局を営む。兄・清二の死をきっかけに、日之出麦酒の社長を営利誘拐しようと計画。無類の競馬好きで競馬場に足繁く通う。
半田修平
警視庁巡査部長・蒲田警察署刑事課強行犯係。物井の競馬仲間。1990年に、秦野浩之が起こした日之出麦酒への業務妨害事件の応援捜査に携わった。最近刑事を続けることにストレスを感じる。
松戸陽吉
旋盤工。物井の競馬仲間。怪我で指を2本失っている。通称「ヨウちゃん」。
高克己
在日朝鮮人3世。物井の競馬仲間。慶應義塾大学卒の信用組合職員。地下金融に通じている。
布川淳一
トラック運転手。物井の競馬仲間。習志野駐屯地に勤務していた元陸上自衛官。障害を持つ娘・さちと病弱な妻を抱える。「布川」は「ぬのかわ」と読む。
レディ
布川の娘。障害を持つ。本名は「布川さち」。

### 日之出麦酒社内関連
城山恭介
日之出麦酒代表取締役社長。東京大学法学部を卒業後、日之出麦酒に入社。「レディ・ジョーカー」グループに誘拐され、現金20億円を要求される。
白井誠一
日之出麦酒副社長。ビール事業本部長を兼任。
倉田誠吾
日之出麦酒副社長。事業開発本部長を兼任。
杉原武郎
日之出麦酒取締役。ビール事業本部副本部長を兼任。
野崎孝子
日之出麦酒の社長秘書。

### 犯行グループの周辺
秦野浩之
歯科医。東京都世田谷区で歯科医院を開業。日之出麦酒に脅迫文書とテープを送りつけるが、小田急電鉄の電車に飛び込み自殺。
秦野美津子
秦野浩之の妻で、物井清三の娘（亡くなった妻の連れ子）。
秦野孝之
秦野浩之の長男。東京大学薬学部の学生だったが、日之出麦酒の入社試験に不合格、その後、首都高速で事故死する。
杉原佳子
現在は糸井佳子。杉原武郎の娘。秦野孝之が東京大学に通っていた時に交際していた。結婚し一児をもうける。
西村真一
広域暴力団成和会系企業の舎弟。部落解放同盟の関係者と名乗り、秦野浩之とコンタクトを取る。

### マスコミ関連
根来史彰
東邦新聞東京本社社会部・遊軍長。司法記者が長く、スクープ合戦よりも調査報道を得意とする。暴力団・総会屋・代議士などで構成されている地下金融グループを長年追及してきた。レディ・ジョーカー事件に便乗し、日之出麦酒への不当な利益供与を画策している地下金融グループの核心に迫るが、行方不明になる。
久保晴久
東邦新聞東京本社社会部・警視庁クラブ記者（捜査第一課担当）。典型的な事件記者で、スクープ合戦を得意とする。
菅野哲夫
東邦新聞東京本社社会部・警視庁クラブキャップ。公安警察の情報に通じている。
佐野純一
毎日スポーツ契約記者。根来と協力して地下金融グループを追及するが、行方不明になる。
菊池武史
投資顧問会社G・S・C代表。東邦新聞大阪本社社会部記者OB。東邦新聞を退社後、投資顧問会社の代表に就任する。実際には地下金融グループの一員として、根来史彰を脅迫するなど、ダーティーワークをやらされている。
岡部智彦
大手証券会社の証券マン。根来史彰のネタ元。地下金融グループと近い。

### 地下金融グループ
田丸善三
総会屋グループ岡田経友会顧問。日之出麦酒を恐喝し、利益供与を受けていた。
酒田泰一
民守党代議士。同じく、日之出麦酒利益供与事件に関わる。
青野昭二
代議士・酒田泰一の秘書。

### 警視庁・検察庁関連
神崎秀嗣
警視庁警視正・刑事部捜査第一課長。刑事部鑑識課長を経て現職。合田に特命を与える。
平瀬悟
警視庁警部補・刑事部捜査第一課特殊犯捜査係主任。
土肥勝彦
警視庁警部・大森警察署刑事課長代理。自称「連絡調整役」。顔に似合わず達筆である。特捜本部の戒名は土肥が書いたもの。
合田雄一郎
警視庁警部補・大森警察署刑事課強行犯係長。詳細はマークスの山を参照。
刑事部捜査第一課主任であったが、殺人事件の捜査中にトラブルを起こしてしまい、横滑りで所轄署に出された。レディ・ジョーカー事件の特捜本部では、特命を帯びて日之出麦酒に社長秘書として派遣される。
安西憲明
警視庁警部補・大森警察署刑事課知能犯係長。税理士資格を有することを見込まれ、レディ・ジョーカー事件の特捜本部では、日之出麦酒の帳簿捜査を担当。地下金融グループの菊池武史に取り込まれてしまい、退職する。故郷の福島県に帰郷し、税理士となる。
加納祐介
東京地方検察庁検事。詳細はマークスの山を参照。

## 書籍情報
- 単行本〈毎日新聞社〉：1997年12月1日発行
  - 上：ISBN 978-4-620-10579-6[4]
  - 下：ISBN 978-4-620-10580-2[5]
- 文庫本〈新潮文庫〉：2010年4月1日発行
  - 上：ISBN 978-4-10-134716-5[6]
  - 中：ISBN 978-4-10-134717-2[7]
  - 下：ISBN 978-4-10-134718-9[8]

## 映画
日活が撮影所創業50周年を期して、石原プロモーションの特別協力を得て制作された。配給東映。渡哲也・徳重聡W主演。2004年12月11日公開。
映画化構想には5年が費やされた。被差別部落問題を取り扱う部分があることから、一部で上映自粛の動きも見られた。
映画は2005年6月にDVD化された。

### あらすじ
昭和22年、物井清三の兄は日之出麦酒を解雇された。解雇の真の理由が、被差別部落の出身者と関わったことだと知った兄は、会社に意見の手紙を送った。
平成16年10月、『日之出ビール』の城山社長が誘拐され、5億円を要求する手紙が残された。差出人は「レディ・ジョーカー」と記されていた。
その5か月前、物井清三（渡哲也）の孫がバイク事故で死亡した。清三の娘婿である秦野浩之は、息子が暴走した理由が日之出ビールにあるとして、会社に恨み言を言った。死んだ息子は、日之出ビール社長の姪である佳子の恋人であり、そのために血筋を調べられた。秦野の実父は被差別部落の出身者だったのだ。そんな秦野に、日之出ビールと関わりのある総会屋が、密かに入手した50年以上前の清三の兄の手紙を渡し、会社を強請れと持ちかける。
城山社長誘拐の実行犯は、清三の仲間の布川たちだった。社長は56時間で無事に解放され、身代金も奪われなかった。城山社長は実行犯から日之出ビールの商品価値を人質として新たに20億円を要求され、それを警察にも隠していた。実行犯は、社長の姪の恋人の差別問題も関係があると仄めかしていた。企業イメージから、差別は決して公に出来ない問題だった。
物井清三は、品川署の半田刑事（吉川晃司）と繋がりがあり、警察の内部情報を得ていた。「レディ・ジョーカー」の主犯は清三であり、半田も実行犯のメンバーだった。偽の身代金受け渡しを演じ、誤認逮捕で警察を翻弄する清三たち。日之出ビールの商品には異物が混入され、出荷停止に追い込まれる。
レディ・ジョーカーと半田の関係に気付き始める本庁の合田刑事（徳重聡）。日之出ビールでは密かに、「レディ・ジョーカー」に20億円を送る準備を始める。城山社長の弟で、佳子の父である副本部長は心労から自殺する。
警察は半田刑事が犯人一味であると断定する。上司の警部は責任を取らされる絶望感から自殺する。面子にこだわる警察上層部は、半田の事情聴取をためらう。単独で半田を追い、ナイフで刺される合田刑事。警察幹部を動揺させたい半田は自首をし、完全黙秘を貫く。
気が抜けて、奪った金に興味を示さない清三たち。実行犯の一人で金を保管していた高は、総会屋に連れ去られる。城山社長は退陣し、総会屋との縁を切るために背任の罪を被る。傷が癒えて、刑事を続けると語る合田。清三の仲間の布川は、重い障害のある娘を残して連絡を絶つ。清三は、「レディ」と愛称で呼ばれるその娘を黙って引き取る。

### キャスト（映画）
- 物井清三 - 渡哲也： 薬局の店主。レディ・ジョーカーの主犯。
- 合田雄一郎 - 徳重聡： 警視庁捜査一課の刑事。
- 半田修平 - 吉川晃司： 品川署の刑事。レディ・ジョーカーの一味。
- 布川淳一 - 大杉漣： トラック運転手。レディ・ジョーカーの一味。
- 高克己 - 吹越満： 信用金庫の職員。レディ・ジョーカーの一味。
- 松戸陽吉 - 加藤晴彦： 旋盤工。レディ・ジョーカーの一味。
- 城山恭介 - 長塚京三： 日之出麦酒社長。映画では殺害されない。
- 城山佳子 - 菅野美穂： 恭介の姪。原作では姓が杉原。
- 白井誠一 - 岸部一徳： 日之出麦酒副社長。
- 倉田誠吾 - 清水綋治:　日之出麦酒副社長。
- 城山武郎 - 辰巳琢郎： 佳子の父で恭介の弟。原作では妹婿で姓は杉原。
- 平瀬悟 - 國村隼： 警視庁警部補。
- 土肥正行 - 外波山文明： 品川署刑事課長代理。原作では土肥勝彦。
- 神崎秀嗣 - 矢島健一:　警視庁刑事部捜査第一課長。
- 安西憲明 - 菅田俊： 品川署の刑事。
- 青柳誠一 - 光石研:　品川署の刑事。
- 西村寛司 - 松重豊： 総会屋。原作では西村真一。
- 物井清二 - 谷津勲： 清三の実兄。原作では姓が岡村。
- 秦野浩之 - 綾田俊樹： 歯科医。清三の娘婿。妻とは死別。
- 秦野孝之 - 永岡佑： 浩之の息子。
- レディ - 斎藤千晃： 布川の娘。本名は、さち。
- 城山玲子 - 島ひろ子： 武郎の妻。原作では恭介の妹で姓は杉原。

### スタッフ（映画）
- 原作：高村薫
- 監督：平山秀幸
- 脚本：鄭義信
- 企画：近藤晋
- 総括プロデューサー：永江信昭、藤田裕一
- プロデューサー：横手実、藤田義則、福島聡司
- 撮影：柴崎幸三
- 照明：上田なりゆき
- 美術：中澤克巳
- 録音：宮本久幸
- 編集：川島章正
- 音楽：安川午朗
- 擬斗：高倉英二
- 装飾：松本良二
- 衣裳：岩崎文男
- ヘアメイク：森田京子
- 視覚効果：橋本満明
- キャスティング：安藤実
- 助監督：蝶野博
- 製作担当：宿崎恵造
- 製作管理：安村重幸
- 公式サイト製作：デジタルハリウッド
- 企画・製作：日活
- 特別協力：石原プロモーション
- 製作：「レディ・ジョーカー」製作委員会(日活、東映、毎日新聞社、テレビ朝日、葵プロモーション、スポーツニッポン、日本出版販売）
- 配給：東映
- 上映時間：121分

### 製作
2003年11月19日、石原清行日活(株)常務取締役映像開発本部長がスポーツ誌6誌だけを限定して企画発表。1963年の石原プロモーション設立以来、関係が必ずしも良くなかった日活と石原プロが40年ぶりに組んだ。渡哲也石原プロ社長としても2004年夏に故石原裕次郎の17回忌を控え、徳重聡の映画デビューを華々しく飾ってやりたいという思いから合意に至った。渡の日活映画出演は1971年の『関東破門状』以来33年ぶり。また東映が同時期に『半落ち』という社会派サスペンスを手掛けていたことから、日活と東映の思惑が一致し、東映が一部製作に参加した他、配給を担当した。両社が本格的に組むのは初めてのこと。製作に関わった東映サイドからは物井清三役に高倉健を推す意見も出されたが、日活サイドは渡哲也でないと製作を進めないと突っ張って押し切った。直接製作費は5億円で、日活が筆頭で幹事会社を務める他、東映・毎日新聞・テレビ朝日・葵プロモーション、スポーツニッポン、日本出版販売で製作委員会を組み、各社出資も行った（出資比率不明）。石原プロモーションは特別協力というクレジットで出資はしていない。2004年5月27日に赤坂プリンスホテルで行われた製作発表会見では、日活の中村雅哉社長が調布撮影所の創業50周年に待望の大型作品を製作できることは光栄だ」などと話した。坂上順東映常務は「ハリウッド映画に押されている日本映画が踏み止まりより強くなるため、日活、石原プロと組めたのは意味がある」などと、高村薫は「映画化は正直無理だろうと思っていた」などと話した。

## テレビドラマ
2013年3月3日から4月14日までWOWOWの「連続ドラマW」枠で放送された。全7話。
主人公が警察側の人物となったことで、刑事ドラマとして制作されている。2010年に同枠で放送された『マークスの山』に引き続き、合田刑事役を上川隆也が演じた。石黒賢演じる加納検事も前作に引き続き登場している。
ドラマは第30回ATP賞テレビグランプリ2013ドラマ部門優秀賞を受賞した。2013年11月にDVD化された。

### キャスト（テレビドラマ）

#### 犯行グループ
- 物井清三 - 泉谷しげる：薬店店主。岡村清二の弟。
- 半田修平 - 豊原功補：蒲田北署刑事課強行犯係巡査部長。
- 布川淳一 - 板尾創路：トラック運転手。元自衛官。さちの父。
- 松戸陽吉 - 金子ノブアキ：旋盤工。通称ヨウちゃん。
- 高克己 - 高橋努：信用金庫職員。パチンコ屋の息子。

#### 犯行グループの家族
- 岡村清二 - 伊藤幸純：物井清三の兄。日之出ビールに勤務していたが解雇された過去を持つ。
- 秦野浩之 - 伊藤洋三郎：物井清三の女婿。孝之の父。歯科医。被差別部落の出身。
- 秦野美津子 - 洞口依子：物井清三の娘。浩之の妻。孝之の母親。
- 秦野孝之 - 工藤阿須加：浩之のひとり息子。東京大学薬学部の学生で杉原佳子の恋人だったが、日之出ビールの入社試験面接を中途退出したのちに自動車で暴走運転し死亡した。
- 布川さち - 柴田杏花：布川の娘。障害を持つ。車椅子生活。通称レディ。

#### 日之出ビール
- 城山恭介 - 柴田恭兵：日之出ビール代表取締役社長。
- 倉田誠吾 - 益岡徹：日之出ビール ビール事業本部長 兼 取締役副社長。
- 白井誠一 - 石橋凌：日之出ビール 事業開発本部長 兼 取締役副社長。
- 杉原武郎 - 光石研：日之出ビール ビール事業本部副部長 兼 取締役。城山恭介の義弟。
- 野崎孝子 - 矢田亜希子：日之出ビール社長秘書。八代の大学時代の後輩。

#### 城山家
- 城山怜子 - 萩尾みどり：城山恭介の妻。
- 杉原晴子 - 手塚理美：城山恭介の妹。杉原武郎の妻。佳子の母。
- 杉原佳子 - 本仮屋ユイカ：武郎、晴子の娘。恭介の姪。秦野孝之の恋人。

#### 総会屋
- 田丸善三 - 中村嘉葎雄：岡田経友会（総会屋）顧問。
- 西村真一 - 高杉亘：田丸の部下。
- 菊池武史 - 田中要次：投資顧問会社セルジェック代表。元東邦新聞記者。
- 酒田泰一 - 大和田伸也：民自党代議士。田丸の協力者。

#### マスコミ
- 八代芳伸 - 山本耕史：東邦新聞東京社会部記者。
- 田部 - 小市慢太郎：東邦新聞東京社会部デスク。
- 榎本和子 - 吉田羊：週刊東邦・記者
- 佐野純一 - 松尾諭：フリージャーナリスト。八代の情報提供元。

#### 警視庁
- 合田雄一郎 - 上川隆也：大森中央署刑事課強行犯係長。警部補。警視庁刑事部捜査第一課から異動。加納は大学時代の同期。
- 土肥 - モロ師岡：大森中央署刑事課課長代理。合田の上司。
- 安西 - 芦川誠：大森中央署刑事課知能犯係係長。合田の同僚。
- 吉原 - 南条弘二：大森中央署刑事課強行犯係刑事。
- 紺野 - 平田裕一郎：大森中央署刑事課強行犯係刑事。
- 三好賢治 - 中村育二：蒲田北署刑事課課長。半田の上司。
- 高橋 - 芹澤名人：蒲田北署刑事課知能犯係長。
- 神崎秀嗣 - 渡辺いっけい：警視庁刑事部捜査第一課課長。
- 平瀬悟 - 津田寛治：警視庁刑事部捜査第一課警部補。
- 加納祐介 - 石黒賢(特別出演)：東京地方検察庁特別捜査部検事。合田の大学時代の同期。合田の元義兄。

### スタッフ（テレビドラマ）
- 原作：高村薫
- 監督：水谷俊之、鈴木浩介
- 脚本：前川洋一
- 音楽：澤野弘之、福廣秀一朗
- スタントコーディネート：髙橋伸稔
- プロデュース - 青木泰憲、土橋覚
- 制作協力 - 東阪企画
- 製作著作 - WOWOW

### 放送日程
| 放送回 | 放送日  | サブタイトル | 監督     |
| ------ | ------- | ------------ | -------- |
| 第1話  | 3月03日 |              | 水谷俊之 |
| 第2話  | 3月10日 |              | 水谷俊之 |
| 第3話  | 3月17日 |              | 水谷俊之 |
| 第4話  | 3月24日 |              | 鈴木浩介 |
| 第5話  | 3月31日 |              | 鈴木浩介 |
| 第6話  | 4月07日 |              | 鈴木浩介 |
| 第7話  | 4月14日 |              | 水谷俊之 |

| WOWOW 連続ドラマW                    | WOWOW 連続ドラマW                                                                                 | WOWOW 連続ドラマW                         |
| 前番組                               | 番組名                                                                                            | 次番組                                    |
| ------------------------------------ | ------------------------------------------------------------------------------------------------- | ----------------------------------------- |
| 女と男の熱帯 (2013.1.20 - 2013.2.24) | レディ・ジョーカー (2013.3.3 - 2013.4.14)ソドムの林檎〜ロトを殺した娘たち (2013.3.23 - 2013.4.13) | 配達されたい私たち (2013.5.12 - 2013.6.9) |